# 紀元前118年
紀元前118年（きげんぜん118ねん）は、ローマ暦の年である。

## 他の紀年法
- 干支 : 癸亥
- 日本
  - 開化天皇40年
  - 皇紀543年
- 中国
  - 前漢 : 元狩5年
- 朝鮮
  - 檀紀2216年
- 仏滅紀元 : 427年
- ユダヤ暦 : 3643年 - 3644年

## できごと

### ローマ
- ガリア・ナルボネンシスにローマ帝国の植民地ナルボンヌが建設された。

### ヌミディア
- ヌミディア王ミキプサが死去し、その遺志によってヌミディアは3つに分割され、息子のヒエムプサル、アドヘルバル、ユグルタの3人が継承した。

## 誕生
- ルキウス・リキニウス・ルクッルス：執政官（紀元前56年没）

## 死去
- ミキプサ：ヌミディア王